# Селецкий, Штефан Фердинанд
Штефан Фердинанд Селецкий (словацк. Štefan Ferdinand Selecký, род. около 1675 года, окрестности Трнавы) — словацкий поэт.

## Биография
Сведений о жизни Штефана Фердинанда Селецкого сохранилось немного. Характер сохранившихся сведений достаточно сомнителен. Около 1700 года он, вероятнее всего, учился в Трнаве на юридическом факультете, а впоследствии там же был чиновником по экономическим вопросам.

## Творчество
Из его произведений известно только рукописное стихотворение Картина красивой женщины, сделанная пером (Obraz pan krásnej, perem malovaný), мотивом к возникновению которого послужил, видимо, итальянский источник эпохи Ренессанса. Рукопись хранится в Государственном Центральном архиве Братиславы. Стихотворение написано на сильно словакизированном чешском языке, содержит 354 двенадцатисложных рифмованных стихов. В стихотворении идеализируется некая безымянная красивая дама, хотя вполне вероятно, что, несмотря на подробные описания её красоты и ума, это всего лишь аллегория Трнавского университета.

## Произведения
- 1701 – Obraz pani krásnej, perem malovaný, стихотворение